# معاملة بالمثل (علم الإنسان الثقافي)
يشير مصطلح المعاملة بالمثل في علم الإنسان الثقافي (بالإنجليزية: Reciprocity) إلى المبادلة غير السوقية للبضائع والعمالة، التي تتراوح بين المقايضة المباشرة (مبادلة فورية)، وبين أشكال أخرى من تبادل العطايا، عندما يتوقع أحد الطرفين سدادًا للعطية (مبادلة مؤجلة) مثل تبادل هدايا أعياد الميلاد. وبالتالي يختلف هذا النوع من الهدايا عن الهدية الحقيقية؛ التي لا يكون السداد فيها متوقعًا.
لا تقيم المبادلة الفورية علاقة اجتماعية، كما يحدث في المقايضة. تقام علاقة اجتماعية والإلزام بعائد عندما تؤجل المبادلة (كأنه دين). قد تؤسس بعض أشكال المعاملة بالمثل تراتبية إذا لم يُسدد الدين. ربما تنتهي العلاقة بين طرفين متساويين إذا فشل أحدهما في السداد. قد تكون للمعاملات التبادلية بالمثل تأثيرات سياسية من خلال إلزامات عديدة وتكوين قيادات، مثل تبادل العطايا (موكا) بين شيوخ القبائل في ميلانيزيا. ترتبط بعض أشكال المعاملة بالمثل بإعادة التوزيع، عندما يجمع كيان مركزي البضائع والخدمات ويعيد توزيعها على أتباعه.
حدد اختصاصي علم الإنسان الثقافي الأمريكي مارشال ساهلينز ثلاثة أنواع من المعاملة بالمثل (معممة ومتوازنة وسلبية) في كتابه «اقتصاد العصر الحجري (1972)». استخدم كلود ليفي ستروس مفهوم المعاملة بالمثل كمبدأ عام وشرحه في كتابه «البنى الأولية للقرابة (1949)»، وهو أحد أهم الأعمال تأثيرًا حول نظرية القرابة في فترة ما بعد الحرب.

## تاريخ «مبدأ المعاملة بالمثل» في الفكر الاقتصادي الأوروبي
تجادل آنيت فاينر أن «مبدأ المعاملة بالمثل» محفور بعمق في المسار التطوري للنظرية الاقتصادية الأوروبية. استخدم كل من جون لوك وآدم سميث فكرة المعاملة بالمثل لتبرير السوق الحر دون تدخل الدولة. استُخدمت المعاملة بالمثل لشرعنة فكرة السوق ذاتي التنظيم، بمبرر تحول الرذائل الفردية إلى خيرات اجتماعية. يُفرِّق المنظرون الاقتصاديون الاستكلنديون منذ القرن الثامن عشر، مثل جون ستيورات وآدم سميث، الاقتصاديات الطبيعية قبل الحداثية من الاقتصاديات المتحضرة المتميزة بتوزيع العمل الذي حتَّم المبادلة. رأى هؤلاء المفكرون الاقتصاديات الطبيعية برؤية مشابهة لرؤية إيميل دوركايم، إذ كانت الاقتصاديات الطبيعية تتصف بالتماسك الحركي، بينما يسفر التوزيع الحضاري للعمل عن اعتماد كل المنتجين على بعضهم البعض، ما يؤدي إلى تماسك عضوي. تبلورت تلك الافتراضات المتعارضة بنهاية القرن التاسع عشر بالفكرة التطورية عن الشيوعية البدائية، التي تتسم بالتماسك الحركي، كأطروحة نقيضة وذات مقابلة للذات الغربية «الإنسان الاقتصادي». غذى هذا التناقض الأنثروبولوجي الجدل الأنثروبولوجي الشهير عندما سعى مالينوفسكي إلى تجاوز هذا التعارض والزعم بأن المجتمعات البدائية تخضع لمبدأ المعاملة بالمثل وتحقيق الحد الأقصى من السلوك.
كان المفهوم من السمات الأساسية للمناظرة بين علماء الأنثروبولوجيا برونسيلاف مالينوفسكي ومرسيل موس حول معنى «مبادلة كولا» في جزر تروبرياند في بابوا غينيا الجديدة أثناء الحرب العالمية الأولى. استخدم مالينوفسكي مبادلة كولا لإيضاح أن مبادلة الهدايا العشوائية كانت مركزية في العلميات السياسية، ومن خلالها تأسست قيادات سياسية غير تابعة للدولة. فهو يرى أن منح العطايا لم يكن فعلًا إيثاريًا (فمن المفترض أنه كذلك في مجتمعاتنا) ولكنه مدفوع سياسيًا من أجل المصلحة الفردية. يرى مرسيل موس أن زخم انتظار السداد باعتباره «روح الهدية» كان فكرة استمرت عبر الجدل الطويل في الأنثروبولوجيا الاقتصادية حول دوافع التعامل التبادلي. يستنتج كلود ليفي ستروس، بناءً على أعمال موس، أن هناك ثلاثة أطر من المبادلة حكمت مفهوم المعاملة بالمثل: اللغة (مبادلة الألفاظ)، القرابة (مبادلة النساء)، الاقتصاد (مبادلة الأشياء). إنه يدعي أن كل العلاقات البشرية قائمة على مبدأ المعاملة بالمثل. فنّد أنثروبولوجيون آخرون هذه الأطروحة، ومنهم جوناثان باري وآنيت فينير ودافيد غرابر بين آخرين.

## الأنواع الأساسية

### نمط الإنتاج المنزلي
يؤكد مارشال ساهلينز على أن المبادلة غير السوقية محكومة بميثاق العلاقات الاجتماعية. أي أن المبادلة في المجتمعات غير السوقية لا تعبأ كثيرًا بوسائل الإنتاج بقدر ما تعبأ بإعادة توزيع البضائع الجاهزة خلال المجتمع. تعتمد تلك العلاقات على القرابة. يقع نقاشه حول أنواع المعاملة بالمثل في ما يسميه «نمط الإنتاج المنزلي». يشير تصنيفه للمعاملة بالمثل إلى «الثقافات المفتقرة للدولة السياسية، وينطبق على الاقتصاد والعلاقات الاجتماعية التي لم يُعدِّلها التوغُّل التاريخي للدول». مد بول سيليتوي تحليل المعاملة بالمثل في هذه الحالات، مجادلًا بأن نوع المعاملة بالمثل يعتمد على إطار الإنتاج محل الفحص. يخضع إنتاج بضائع الكفاف إلى تحكم وحدات الإنتاج المنزلي وبالتالي يندرج تحت مبدأ المعاملة بالمثل من النوع المعمم. تخضع أغراض الثروة -بطبيعتها الخارجية- للتبادل التنافسي طلبًا للحظوة، لكن لا يستطيع أحد التحكم في إنتاجها وبالتالي لا يستطيع فرض سلطة مركزية.

#### نمطية ساهلينز
ينقسم التعامل التبادلي في هذه الظروف إلى نوعين: المبادلة ذهابًا وإيابًا (المعاملة بالمثل)، والتجميع (إعادة التوزيع). التجميع نظام من المعاملات بالمثل. إنه علاقة خلال المجموعة، أما المعاملة بالمثل فهي علاقة بينية. يؤسس التجميع مركزًا، بينما تؤسس المعاملة بالمثل حتمًا طرفين مميزين لكل منهما مصالحه الخاصة. يُعتبر تجميع الغذاء في العائلة الشكل الأبسط للتجميع، ويمثل جهود المجتمع المستدامة تحت قيادة سياسية.
تُعتبر المعاملة بالمثل تبادلًا يغطي مدى من الاحتمالات تعتمد على مصالح الأفراد. تختلف تلك المصالح طبقًا لبُعد الأطراف الاجتماعية عن بعضها. يمكن تصنيف الأنواع المختلفة للمعاملة بالمثل كالآتي طبقًا لساهلينز:
- معاملة بالمثل معممة: تشير إلى التعاملات الإيثارية، تتميز «الهدية الحقيقية» بـ «توقع ضعيف للمعاملة بالمثل» بسبب ضبابية إلزام السداد بالنسبة للطرف الآخر. يقمع الجانب الاجتماعي من الصفقة الجانب المادي منها (تبادل بضائع متساوية القيمة)، أي لا يوجد سداد للديون في هذه الحالة. لا يُحدد زمن السداد ولا قيمته ولا كميته. لا يحتم فشل السداد التوقف عن المنح.[2]

- معاملة بالمثل متوازنة أو متناظرة: تشير إلى المبادلة المباشرة بالنظائر الاستهلاكية دون تأجيل، وبالتالي تشمل «تبادل الهدايا»، بالإضافة للشراء «بالمال البدائي». يقل دور العنصر الاجتماعي في المبادلة، ويتحكم به العنصر المادي ومصالح الأفراد.[2]

- معاملة بالمثل سلبية: هي محاولة الحصول «على شيء مقابل لا شيء دون التعرض لعقاب». يمكن وصفها على أنها «مقايضة» أو «سرقة» أو «مساومة». وهي صورة لا شخصية من المبادلة، إذ يسعى كل طرف للحصول على الحد الأقصى من المكاسب.[2]

#### المعاملة بالمثل وبُعد القرابة
طور ساهلينز نمطية التعامل التبادلي وعلاقته بنمط الإنتاج المنزلي (اقتصاد العصر الحجري) وبالتالي يجب مقارنته بمفاهيم القرن التاسع عشر عن «الشيوعية البدائية». تؤثر درجة بُعد القرابة خلال نفس نمط الإنتاج المنزلي -خاصة القرابة- على نوع المبادلة. يُنظر للغرباء نظرة سلبية لأن القرابة طريقة رئيسة تنتظم بها المجتمعات. يجب أن يأخذ النموذج العام في الاعتبار درجة القرابة ورابطتها واختلافها بالنسبة لنوع نظام القرابة. تحدد القرابة أيضًا الإقامة، فربما يُترجم دنو القرابة إلى اقتراب مكاني. وبالتالي يجد المرء معاملة بالمثل معممة خلال مجموعات القرابة المنزلية، ومعاملة بالمثل متوازنة خلال المجتمعات القابعة في مكان واحد، ومعاملة بالمثل سلبية مع الغرباء (خارج المجتمع). يعكس نمط المعاملة بالمثل الطبيعة الأخلاقية للعلاقات الاجتماعية، أي إن الأخلاق ليست مطلقة، ولكنها تعتمد على البُعد الاجتماعي أو المسافة الاجتماعية. ينظر نموذج ساهلينز للمعاملة بالمثل على أنها بنية اجتماعية أخلاقية اقتصادية، وتلك البنية هي «المجموعات القَبَلية ومجموعات القرابة»، وليست أخلاقًا مطلقة.